# 7631 Vokrouhlický
7631 Vokrouhlický è un asteroide della fascia principale. Scoperto nel 1981, presenta un'orbita caratterizzata da un semiasse maggiore pari a 2,3711190 UA e da un'eccentricità di 0,2829137, inclinata di 4,03108° rispetto all'eclittica.